# 1772 Gagarin
1772 Gagarin (1968 CB) là một tiểu hành tinh vành đai chính được phát hiện ngày 6 tháng 2 năm 1968 bởi Chernykh, L. ở Nauchnyj.
Tiểu hành tinh được đặt tên sau tên của phi hành gia Xô Viết Yuri Gagarin.